# Giełda Papierów Wartościowych w Nagoi
Giełda Papierów Wartościowych w Nagoi (jap. 名古屋証券取引所 Nagoya Shōken Torihikijo, NSE) – giełda papierów wartościowych w Japonii z siedzibą w Nagoi. Za Giełdą w Tokio i Giełdą w Osace jest trzecią co do wielkości giełdą w Japonii.

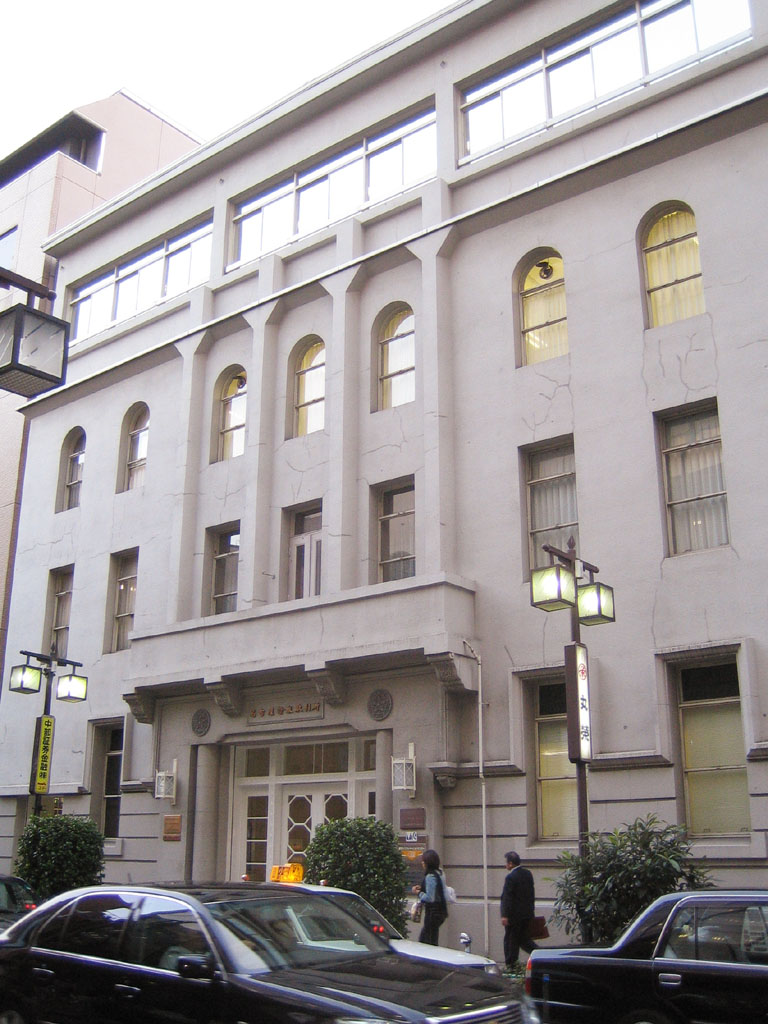
Budynek giełdy w Nagoi

Sesja giełdowa trwa od godziny 9.00 do 11.00, następnie jest przerwa i notowania są wznawiane o 12.30, sesja kończy się o 15.00.
W grudniu 2008 roku na Giełdzie w Nagoi notowane były akcje 384 spółek.